# Helwig Garth
Helwig Garth (auch: Helvig Garthe, Helvicius Garthius; * 28. Dezember 1579 /18. Dezember 1579jul. in Kirtorf bei Alsfeld/Hessen; † 25. Novemberjul. / 5. Dezember 1619greg. in Prag) war ein deutscher lutherischer Theologe.

## Leben
Helwig wurde als Sohn des Kirtorfer Pfarrers Balthasar Garth (* 25. April 1550 in Frankenberg; † 30. Oktober 1598 in Alsfeld) und dessen Frau Katharina (geb. Höltzscher, auch: Hultscher; Hültscher; * 1562; † 28. Oktober 1598 in Alsfeld) geboren. Nach anfänglicher Ausbildung im Elternhaus besuchte er ab 1591 die Schule in Hersfeld. Am 15. Oktober 1594 wurde er an der Universität Marburg immatrikuliert, wo er 1595 das Baccalaurat der Philosophie erwarb und 1597 zum Magister der philosophischen Wissenschaften avancierte. Anschließend begann er bei Johannes Winckelmann und Balthasar Mentzer dem Älteren ein Studium der Theologie. Während der Studienzeit starben seine Eltern, Brüder und Schwestern, so dass er, um über die nötigen finanziellen Grundlagen zu verfügen, eine Stelle als Hauslehrer der Kinder des hessischen Landgrafen Ludwig in Darmstadt annahm. Als des Landgrafen Sohn Heinrich im elften Lebensjahr starb und dessen Bruder Friedrich mit einem anderen Bruder nach Frankreich zog, beendete er dieses Dienstverhältnis.
Garth zog daher 1601 an die Universität Straßburg, um seine theologischen Studien bei Johannes Pappus und Philipp Marbach fortzusetzen. Am 14. Januar 1602 wechselte er an die Universität Tübingen, wo er am 11. Mai 1602 zum Doktor der Theologie promoviert wurde. Daraufhin zog er am 14. Februar 1603 an die Universität Wittenberg. Hier wurde vor allem Ägidius Hunnius der Ältere sein Förderer. Noch im selben Jahr erhielt er eine Berufung als Oberpfarrer und Superintendent in Oschatz. Nachdem er am 6. Juli 1603 an der Wittenberger Stadtkirche ordiniert wurde, trat er am 25. Oktober desselben Jahres die Aufgabe an. Im Dezember 1609 wechselte er als Oberpfarrer an den Freiberger Dom und wurde damit Superintendent in Freiberg. Letztlich zog er 1613 als Pfarrer und Inspektor an die Salvatorkirche nach Prag. In Prag wurde er 1619 noch Konsistorialassessor. Jedoch blieb er in jener Stellung ohne Wirkung, da er noch im selben Jahr starb. Sein Leichnam wurde am 15. Dezember 1619 in der Salvatorkirche beigesetzt.
Von Garth stammen einige theologische Gelegenheitsschriften, Streitschriften, Literatur zur christlichen Erbauung, und Homiletik. Besonders ist er als Herausgeber eines lateinisch-griechischen Wörterbuches seines Vaters zu erwähnen, welches zahlreiche Auflagen erlebte.

## Familie
Garth heiratete am 24. April 1604 in Wittenberg Sabine Hunnius (* 3. September 1580 in Marburg; † 20. Oktober 1621 in Wittenberg), die Tochter des Wittenberger Theologieprofessors Ägidius Hunnius des Älteren. Aus der Ehe stammen drei Söhne und zwei Töchter. Von den Kindern kennt man:
- Eleonore Katharina Garth (* 1606 in Oschatz; † 30. Juli 1621 in Wittenberg),
- Sabine Justine Garth (* 30. August 1608 in Oschatz; † 18. November 1615 in Prag)
- Aegidius Gart († jung),
- N.N. Garth († jung)
- Christian Garth (* Freiberg/Sachsen) 28. Oktober 1622 Uni. Wittenberg (dep.), 29. März 1631 Mag. phil. ebd., Lehrer und Rektor Freiberg

## Werke (Auswahl)
- Oratio Consolatoria In Praematurum Obitum Illustrissimi Principis ac Domini Dn. Henrici D.G. Hassiae Landgrauii, Comitis Cattimelibocensis, Dietzii, Ziegenhaini & Niddae, &c.: Ad Principem Et. Domina Dn. Eleonoram Hassiae Landgrauiam [et]c. viduam, natam ex inclyta domo Wirtenbergica, pientissimam defuncti matrem: Et. Illustrissimos Principes ac Dominos Dn. Ludouicum, Dn. Philippum, & Dn. Fridericum Hassiae item Landgrauios &c. carissimos defuncti fratres, Humilimae subiectionisac debitae gratitudinis. Palthen. Frankfurt/Main 1601 (staatsbibliothek-berlin.de).
- Lexicon Latinograecum : Kekalligraphēmenon, Linguae Graecae Tyronibus facilimum, utilissimum, & certissimum. Zacharias Palthen, Frankfurt/Main 1602–1620, Johann Bischoff, Erfurt 1630; Haubold. Frankfurt/Main 1653 (kxp.k10plus.de).
- Zwo Christliche Predigten Von Fewrsbrunsten: Darinnen aus H. Schrifft erkläret wird/ was darvon zu halten/ woher und warumb sie fürnemlich entstehen/ und wie sie entweder gentzlich zu verhüten und abzuwenden oder durch Göttliche hülffe zu stillen und zu dämpffen. Bechthold Rab, Georg Müller, Wittenberg 1604 (diglib.hab.de).
- Commentarius In Prophetiam Habacvc, Qvi unus ex est Prophetis, ut vulgo vocantur minoribus. Clemens Berger / Georg Müller, Wittenberg 1605 (uni-goettingen.de).
- Gründtlicher Ausführlicher Historischer Bericht Von dem Religionswesen im Fürstenthumb Hessen: wie es damit von anfang Evangelischer Reformation bishero gestanden und noch zur zeit beschaffen sey; Beides aus Publicis und Privatis kund und unlaugbahren Actis und Documentis … den Hessischen Kirchen Augspurgischer Confession zum besten/ und dann zu Rettung D. Aegidii Hunnii und anderer Reiner Heßischen Theologen seeligen/ geführten Lutherischen bekentnüs und dem Fürstenthumb Hessen trewer geleisteter diensten/ Gestellet und entgegen gesetzet dem Historischen Bericht der Neuwlichen Marpurgischen Kirchenhändel. Clemens Berger / Johann Jakob Porß / Georg Müller, Wittenberg / Frankfurt/Main 1606 (staatsbibliothek-berlin.de).
- Christliche Leichpredigt, Von dem elenden jämmerlichen Zustand Menschliches Lebens. Bey dem Begräbnüs, des … Hieronymi Freudigers, Churfürstl. Sächs. Ampt-Voigts zu Osschatz. Welcher den 26. Monatstags Decembris, dieses zu endelauffenden 1606. Jahrs … seliglich entschlaffen, vnd den 29. hernach … bestattet worden. am Ende. Leipzig 1607 (slub-dresden.de).
- Christliche Leichpredigt/ Von seligem Tode und Ende der Gerechten: Aus dem XXIII. Cap: des Vierden Buchs Mosis. Bey dem volckreichen Leichbegengnüß/ des weyland Ehrwirdigen/ Achtbarn und Wolgelarten Errn Abraham Metzners, gewesenen Pfarrers zu S. Johannis zu Freybergk/ Welcher am 19. Martii, dieses 1610. Jahres/ zwischen 7. und 8. Uhr vor Mittage im Herren Christo sanfft und selig entschlaffen/ Und den 22. hernach umb 1. Uhr nach Mittage/ mit Christlichen Ceremonien zur Erden bestattet worden. Gehalten in der Kirchen zu S. Johannis. Georg Hoffmann, Freiberg 1610 (uni-goettingen.de).
- Christliche Leichpredigt/ Vom Todt unnd ewigen Leben. Uber den Spruch S. Pauli, Roman: VI. Der Todt ist der Sünden Soldt … Bey der … Leichbestattung/ der … Frawen/ Magdalenen, Des … Herrn Lorentz Starckens seligen/ gewesenen Bürgers und Gewandschneiders zu Freybergk/ nachgelassenen Wittiben.: Welche am Tage Martini, war der 11. Monatstag Novemb.: Alten Calenders … verflossenes 1610. Jahres … entschlaffen/ Und Donnerstags/ den 15. hernach … zur Erden bestattet worden. Georg Hoffmann, Freiberg 1611 (uni-goettingen.de).
- Zwo Christliche Klag: Trawr: und Bußpredigten/ Uber den Tödtlichen Abgang des … Fürsten und Herrn/ Herrn Christiani Diß Namens des Andern/ Hertzogen zu Sachsen/ Gülich/ Cleve und Bergen/ des heiligen Römischen Reichs Ertzmarschalln und Churfürsten … hochlöbichster gedechtnüß: Als Seine Churf. Gn. den 23. Iunii … entschlaffen ….Melchior Hoffmann, Freiberg 1611, urn:nbn:de:gbv:3:1-25516 (39:103885F im VD 17.)
- Memoria Iustorum Saxonica: Ehrengedechtnüß der Gerechten/ Aus dem X. Cap. der Sprüche Salom: Dem weyland Durchlauchtigsten … Herrn Christiano, Dem Andern/ Hertzogen zu Sachsen/ Gülich/ Cleven und Bergen/ des heiligen Römischen Reichs Ertzmarschallen und Churfürsten/ … Nach dem S. Churf. G. Leichnam am 6. Augusti, dieses 1611. Jahres/ zu Freybergk … beygesetzet worden: Zu Christlichem Pflichtschüldigen Ehrengedechtnüß/ den 13. unnd 20. Augusti, im zweyen unterschiedlichen Predigten inn der ThumbKirchen zu Freybergk … begangen un[d] gehalten. Melchior Hoffmann, Freiberg 1611 (uni-halle.de).
- Christliche Leichpredigt/ Uber den Spruch/ I. Johan. I. Das Blut Jesu Christi des Sohns Gottes/ machet uns rein von aller Sünde: Bey Christlichem LeichBegengnuß/ der … Frawen/ Sidonien, Des … Herrn Hansen Pragers/ Churfürstlichen Sächsischen Zehendners und des Raths zu Freybergk … HaußEhre/ Welche den 26. Iunii … selig und frölich gestorben/ und den 30. hernach … zur Erden bestattet worden / Inn Volckreicher Versamlung. Georg Hoffmann, Freiberg 1612.
- Eine Christliche LeichPredigt/ Vom Creutz und Trübsal der Christen/ 2. Corinth. 4. vers. 17.18. Bey dem Leichbegengnuß/ des … Herrn Kiliani Stegkens/ Seligen/ gewesenen vornehmen Bürgers zu Freybergk: Welcher den 25. Aprilis … eingeschlaffen/ Und den 28. hernach … zur Erden bestattet worden / Gehalten/ In grosser Volckreicher Versamlung. Georg Hoffmann, Freiberg 1613 (staatsbibliothek-berlin.de).
- Oratio valedictoria, de Admirabili providentia dei, in promovenda vocatione doctorum et ministrorum ecclesiae: recitata 3. Aug. 1613. Resp. Georg Agricola. Georg Hoffmann. Freiberg 1614 (slub-dresden.de).
- De Iudice Controveriarum Fidei & Religionis Christianae, Ad Libellum Martini Becani, Jesuitae & Professoris Viennensis, nuper editum, Responsio: Cum appendice praecipuorum argumentorum: Quod Supremus & infallibilis controversiarum fidei Iudex sit Sola Scriptura Sacra; & non Romanus Pontifex. Samuel Selfisch (Erben) / Georg Keller (Witwe), Wittenberg 1617, urn:nbn:de:gbv:3:1-818736 (39:148279G im VD 17.).
- Summarischer Bericht, Von dem zwischen Jhm, vnd dem Jesuitischen Teutzchen Prediger P. Kolovvrat, vnd seinem Socio, P. Fanino, den 28./18. Januarij gehaltenen Gesprech/ Von der Mesz/ Von fu(e)rnehmen vnd ehrlichen Leuten/ so demselben beygewohnet, vnterschrieben, vnd aus dringenden Vrsachen jetzo von Jhme selbst in Druck verfertigt. Mit einer Vorrede, darinnen kuͤrtzlich zubefinden, was von der Jesuiten, Schrifftlich vnd im Druck darvon ausgesprengten, Charten zuhalten. Melchior Hoffmann, Freiberg 1618, urn:nbn:de:gbv:3:1-5457 (12:113392R im VD 17.).
- Pragerische Cometen Predigt: Von den Cometen: Wofür sie anzusehen und zu halten: Was sie bedeuten und mit sich bringen: Und wie man sich dargegen erzeigen und verhalten solle: Bey Erscheinung des grossen Langstrahlichten und schweiffigen Cometen, im Novemb. und Decemb. nechst abgewichenen 1618. Jahrs / Gehalten den Andern Sontag des Advents: In der Newen Evangelischen deutschen Kirchen zum Salvator, in … Prag. Georg Hoffmann, Freiberg 1619, urn:nbn:de:gbv:3:1-18437 (23:275061C im VD 17.).
- Offenbarlicher Beweiß, Daß die Communion unter einer Gestalt im Abendmahl deß Herrn, weder Christlich, noch Catholisch, sondern Antichristisch sey. In der Newen Deutschen Evangelischen Kirchen zum Salvator, der … Altstadt Prag, durch drey Predigten, den Jesuitischen Greweln entgegen gesetzet. Valentin Schmalhertz / Franz Tunder, Lübeck 1626 (postum, Herausgeber: Nikolaus Hunnius).